# Виползово (Кіровський район)
Виползово (рос. Выползово) — присілок в Кіровському районі Калузької області Російської Федерації.
Населення становить 4243 особи. Входить до складу муніципального утворення Присілок Виползово.

## Історія
Від 2004 року входить до складу муніципального утворення Присілок Виползово.

## Населення
| 2002 | 2010  |
| ---- | ----- |
| 252  | ↗4741 |